# Clausocalanus arcuicornis
Clausocalanus arcuicornis är en kräftdjursart som först beskrevs av James Dwight Dana 1849.  Clausocalanus arcuicornis ingår i släktet Clausocalanus och familjen Clausocalanidae. Arten har ej påträffats i Sverige. Inga underarter finns listade i Catalogue of Life.